# Wòlofs

Àrea d'implantació històrica de les poblacions wòlofs.

Els wòlofs són un grup ètnic del Senegal (on representen el 45% de la població), Gàmbia i Mauritània. Parlen la llengua wòlof, de la família de llengües de níger-congo, subgrup sudanès occidental, branca atlàntica occidental.
La majoria són musulmans, i hi van iniciar la conversió ja al segle xi.
Vegeu també: Imperi de Jolof.